# ميخائيل بيشوب
ميخائيل بيشوب (20 أكتوبر 1952 في المملكة المتحدة - ) (بالإنجليزية: Michael Bishop)‏ هو لاعب كريكت بريطاني.

## وصلات خارجية
- ميخائيل بيشوب على موقع إي آس بي آن كريك إنفو (الإنجليزية)